# Бімс

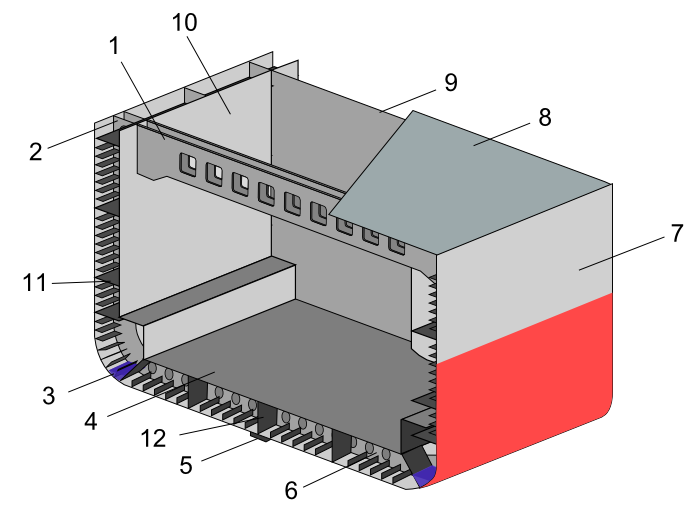
Варіант набору корпусу:
1 − бімс, 2 — шпангоут, 3 — лляло, 4 — друге дно, 5 — кіль, 6 — флор, 7 — зовнішня обшивка, 8 — палуба, 9 — перебірка, 10 — внутрішня обшивка, 11 — бортовий стрингер, 12 — днищевий стрингер.

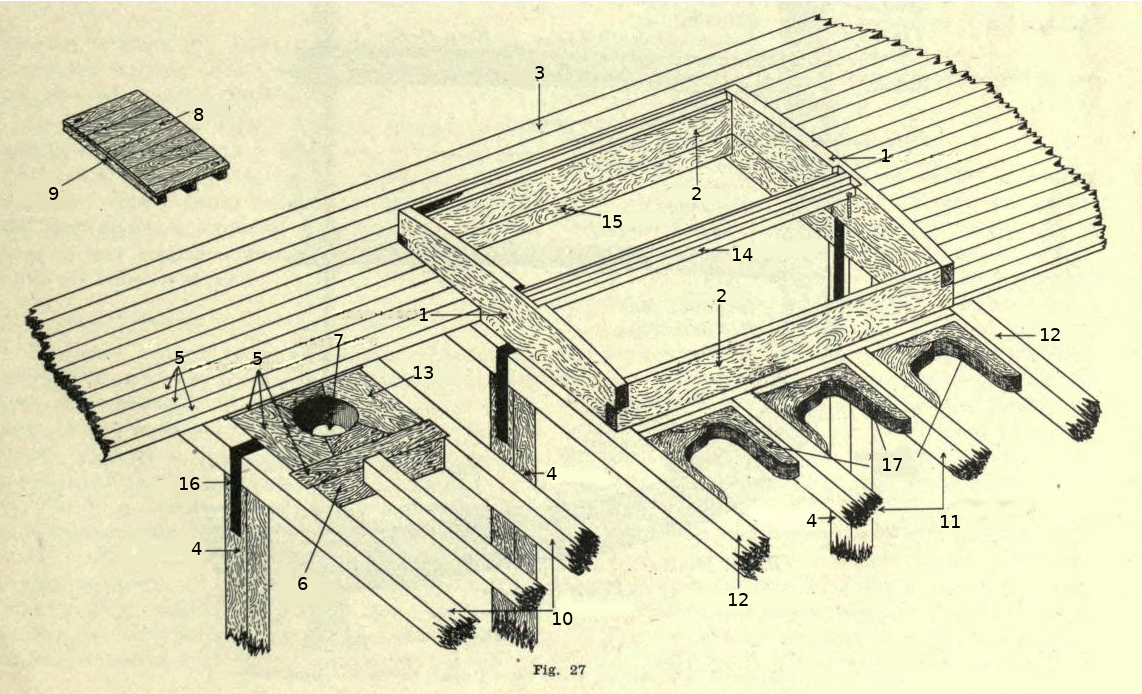
Набір палуби та будова люка: 1, 2 — комінгс, 3,5 — палубний настил, 4 — пілерс, 6 — карлінгс п'ятнерса, 7 — п'яртнерс, 8,9 — лючина, 10 — щоглові бімси, 11 — півбімси, 12 — бімси люка, 13 — чака п'яртнерса, 14 — знімний бімс люка, 15 — карлінгс, 16 — сталева штаба, 17 — книці

Бімс (від англ. beams — «бруси, балки») — морський термін, поперечна балка, що підтримує палубу, платформу, дах надбудови. Частина набору корпусу корабля. Призначений для додання жорсткості перекриттям, розподілу навантаження палуби на борт, конструкції та перебірки, забезпечення поперечної міцності корабля.
В епоху дерев'яного кораблебудування мав вигляд чотиригранного бруса (звідси англійська назва). З розвитком і ростом розмірів, цільний брус з одного дерева перестав задовольняти вимогам до набору, і бімс стали робити складеним. З появою заліза, а потім сталі в кораблебудуванні, спочатку залізним став набір, в тому числі бімси, і тільки пізніше обшивка.

## Опис
Бімс дерев'яного судна — брус, що з'єднує топтимберси гілок шпангоута. З'єднання може бути непрямим: через клямси — поздовжні дерев'яні пояси, прикріплені зсередини до шпангоутів. Знизу бімси підпираються стійками — пілерсами. Оскільки палуба не робиться плоскою, бімс, крім довжини, ширини і товщини, характеризується ще вигином догори в середній частині. Лінійна величина вигину називається вигин бімсів.
Сучасний бімс — металева (зазвичай сталева) зварена балка фасонного профілю, часто швелер. Може бути одинарним або здвоєним, рамним чи посиленим. Для економії ваги може мати отвори в пластині.
Якщо бімс встановлений в районі отвору в палубі — вантажного люка, шахти, трапа — він не займає всю ширину корпусу і має розрив. У такому випадку кожна частина його називається півбімс. Медіальні кінці півбімсів спираються на карлінгси. Бімси повної довжини, що розташовуються обабіч люка, називаються люковими, бімси обабіч п'яртнерса щогли — щогловими.
Колись на суднах встановлювалися трюмні бімси: вони йшли по половині висоти трюму через кілька шпангоутів один від одного і призначалися для посилення поперечної міцності судна. Неможливість їх встановлення у велике трюмне приміщення (наприклад, машинне і котельне відділення), а також незручність у вантажних трюмах призвели до заміни їх рамними шпангоутами.

## У літакобудуванні
Бімс — поздовжній елемент конструкції фюзеляжу. Застосовується для обрамлення великих вирізів в обшивці, таких як люки відсіків озброєння і ніші шасі, вантажні двері і рампи.
Призначення бімса — сприйняття крутного моменту фюзеляжу, який передається із замкнутого контуру обшивки. Це визначає перетин бімса: він має бути замкнутим. Часто бімс формується як сукупність інших елементів конструкції: поздовжніх стінок, полиць і ділянки обшивки.

## Формула
Бімси багатьох однокорпусних суден можуть бути розраховані за наступною формулою:
Бімс = LOA2/3 + 1,
де LOA — загальна довжина і всі виміри у футах.
Деякі приклади:
- Для стандартної 27-футової (8,2 м) яхти: кубічний корінь з 27 дорівнює 3, квадратом 3 є 9 плюс 1 = 10. Бімс багатьох 27-футових однокорпусників дорівнює 10 футам (3,05 м).
- Для яхт Volvo Open 70 довжиною 70,5 футів: 70,5 в ступеню 2/3 = 17 плюс 1 = 18. Бімси зазвичай мають довжину 18 фт, або 5,5 м.
- Для 741-футового однокорпусника (226 м): кубічний корінь 9, квадрат 9 — 81, плюс 1. Довжина бімса звичайно коливається близько 82 фт (25 м), див. Seawaymax.